# Malik Moore
Malik Moore (* 29. Februar 1976 in Thomson, Georgia) ist ein US-amerikanischer Basketballspieler, der für die Paderborn Baskets und den Mitteldeutschen BC in der deutschen Basketball-Bundesliga gespielt hat. Zuletzt spielte er in der finnischen Liga.
Von der Martin Luther King Highschool in Philadelphia ging er 1997 innerhalb der Stadt an die Temple University, wo er für die Owls 1997/98 in der NCAA Division I spielte. Moore wechselte jedoch die Universität und spielte ab 1999 in der Division II für die Yellow Jackets des American International College in Springfield (MA), der Stadt, in der James Naismith das Basketballspiel entwickelte. In der Division II war er deutlich erfolgreicher, so dass er nach seinem Abschluss 2002 in der NBA Summer League für die Philadelphia 76ers spielen durfte.
Seine professionelle Karriere begann er 2003 in Peking in China. Ab 2005 spielte er jedoch wieder in den USA in der NBA Development League bei Roanoke Dazzle unter anderem zusammen mit Will Bynum. Nach Auflösung dieser Franchise 2006 war er in der folgenden Saison in der CBA aktiv. 2007 wagte er noch einmal den Sprung ins Ausland und spielte zunächst in Deutschland, zunächst in der Saison 2007/08 bei den Paderborn Baskets. Anfang 2009 wurde er dann vom MBC verpflichtet und schaffte mit dem Verein den Aufstieg von der Pro A in die erste Liga. Zur Saison 2009/10 spielte er dann wieder in Paderborn, die nach einer erfolgreichen Vorsaison mit der Qualifikation für die Play-offs um die deutsche Meisterschaft in jener Saison nach finanziellen Schwierigkeiten sportlich weitgehend erfolglos blieben und als Tabellenletzter abstiegen. Moore wechselte danach in die erste finnische Liga und spielte zunächst bei NMKY in Lappeenranta und in der darauffolgenden Spielzeit 2011/12 bei Namika in Lahti.